# Liste des traités de contrôle et de limitation des armements
Les traités de contrôle et de limitation des armements ont pour objet de limiter le développement, la possession ou l'usage d'armements. Les armements concernés par ces traités peuvent être les armes conventionnelles, mais la plupart d'entre eux concernent les armes nucléaires, chimiques ou biologique souvent appelées les armes de destruction massive.
Ces traités sont soit des traités mondiaux signés par un grand nombre d'États, comme le Traité sur la non-prolifération des armes nucléaires signé en 1968 dont l'application est surveillée par l'Agence internationale de l'énergie atomique (AIEA), soit des traités régionaux comme le traité de Tlatelolco pour la création d'une zone exempte d'armes nucléaires en Amérique latine et dans les Caraïbes, soit des traités bilatéraux comme ceux signés entre les États-Unis et l'Union soviétique concernant les armements nucléaires stratégiques durant la guerre froide.
Le premier traité de contrôle et de limitation des armements est le Protocole de Genève concernant la prohibition d'emploi à la guerre de gaz asphyxiants, toxiques ou similaires et de moyens bactériologiques signé en 1925 et entré en vigueur en 1928. Durant la guerre froide, de nombreux traités sont signés qui visent principalement à limiter la prolifération des armes nucléaires et à réduire les arsenaux nucléaires des États-Unis et de l'Union soviétique.

## Traités, conventions et accords de limitation et contrôle des armements
Le tableau liste les principaux accords juridiquement contraignants de limitation et de contrôle des armements. Leur niveau d'ambition va depuis le simple plafonnement du nombre d'armes d'un certain type possédées par des puissances ennemies (comme le Traité Salt I de limitation des armes stratégiques offensives) jusqu'à l'élimination complète de catégories d'armements (comme la Convention sur l'interdiction des armes biologiques). Ils concernent tous les types d'armements : conventionnels, bactériologiques, chimiques et nucléaires, mais aussi des mesures de confiance et de sécurité qui ont pour objet de diminuer les risques de conflit par des échanges d'information et une plus grande transparence entre des États (comme celles adoptées dans le cadre de la CSCE, puis de l'OSCE).
| Traités, conventions et accords de limitation et contrôle des armements | B/R/M | Signé | Ratifié | Échu | Armes | Ref.                 |
| --- | ----- | ----- | ------- | ---- | ----- | -------------------- |
| Convention concernant les lois et coutumes de la guerre sur terre adoptée lors de la Conférence de la Paix de La Haye                                                                                          | M     | 1899  | 1900    |      | CHIM  | CICR                 |
| Convention pour le contrôle du commerce des armes et des munitions (dite Convention de Saint Germain en Laye)                                                                                                  | M     | 1919  | ❌      | ❌   | CONV  | SDN                  |
| Traité relatif à la limitation des armements navals signé dans le cadre de la Conférence sur le désarmement de Washington                                                                                      | M     | 1922  | 1923    | ❌   | CONV  | SDN                  |
| Protocole concernant la prohibition d'emploi de gaz asphyxiants, toxiques ou similaires (dit Protocole de Genève)                                                                                              | M     | 1925  | 1928    |      | CHIM  | CICR                 |
| Traité international pour la limitation et la réduction des armements navals (dit traité naval de Londres) | M     | 1930  | 1930    | ❌   | CONV  | SDN                  |
| Traité sur l'Antarctique (autorisant les seules activités pacifiques) | R     | 1959  | 1961    |      | TOUT  | STA                  |
| Traité interdisant les essais d'armes nucléaires dans l'atmosphère, dans l'espace extra-atmosphérique et sous l'eau                                                                                            | M     | 1963  | 1963    |      | NUCL  | ONU                  |
| Traité sur les principes régissant les activités des États en matière d'exploration et d'utilisation de l'espace extra-atmosphérique, y compris la lune et les autres corps célestes (dit Traité de l'espace)  | R     | 1967  | 1967    |      | TOUT  | UNOOSA               |
| Traité de Tlatelolco pour la création d'une zone exempte d'armes nucléaires en Amérique latine et dans les Caraïbes.                                                                                           | R     | 1967  | 1968    |      | NUCL  | ONU                  |
| Traité sur la non-prolifération des armes nucléaires | M     | 1968  | 1970    |      | NUCL  | ONU                  |
| Traité interdisant de placer des armes nucléaires et d'autres armes de destruction massive sur le fond des mers et des océans ainsi que dans leur sous-sol                                                     | R     | 1971  | 1972    |      | TOUT  | ONU                  |
| Accord relatif à certaines mesures destinées à réduire le risque de déclenchement d'une guerre nucléaire | B     | 1971  | 1971    |      | NUCL  | ONU                  |
| Convention sur l'interdiction de la mise au point, de la fabrication, du stockage des armes bactériologiques ou à toxines et sur leur destruction                                                              | M     | 1972  | 1975    |      | BIOL  | ONU,                 |
| Accord intérimaire relatif à certaines mesures concernant la limitation des armes offensives stratégiques (dit SALT I)                                                                                         | B     | 1972  | 1972    |      | NUCL  | ONU                  |
| Traité relatif à la limitation des systèmes contre les missiles balistiques (dit Traité ABM) | B     | 1972  | 1972    |      | NUCL  | ONU                  |
| Accord relatif à la prévention de la guerre nucléaire (en) | B     | 1973  | 1973    |      | MDCS  | ONU                  |
| Traité relatif à la limitation des essais souterrains d'armes nucléaires (avec protocole en date à Washington du 1er juin 1990)                                                                                | M     | 1974  | 1990    |      | NUCL  | ONU                  |
| Acte final d'Helsinki | R     | 1975  | 1975    |      | TOUT  | OSCE                 |
| Traité relatif aux explosions nucléaires souterraines à des fins pacifiques | M     | 1976  | 1990    |      | NUCL  | ONU                  |
| Convention sur l'interdiction d'utiliser des techniques de modification de l'environnement à des fins militaires ou toutes autres fins hostiles (dite ENMOD)                                                   | M     | 1976  | 1978    |      | TOUT  | ONU                  |
| Accord de limitation des armes stratégiques offensives (Salt II) | M     | 1979  | ❌      |      | NUCL  | U.S. Dept. of State  |
| Accord régissant les activités des États sur la Lune et les autres corps célestes | R     | 1979  | 1984    |      | TOUT  | UNOOSA,              |
| Convention sur la protection physique du matériel nucléaire (en) | M     | 1980  | 1987    |      | NUCL  | AIEA                 |
| Convention sur l'interdiction ou la limitation de l'emploi de certaines armes classiques qui peuvent être considérées comme produisant des effets traumatiques excessifs ou comme frappant sans discrimination | M     | 1980  | 1983    |      | CONV  | ONU                  |
| Traité de Rarotonga pour la création d'une zone d'exclusion des armes nucléaires dans le Pacifique sud | R     | 1985  | 1986    |      | NUCL  | ONU                  |
| Accord sur les mesures de confiance et de sécurité et le désarmement en Europe (CSCE - Conférence de Stockholm)                                                                                                | R     | 1986  | 1986    |      | MDCS  | OSCE                 |
| Traité sur les forces nucléaires à portée intermédiaire (dit FNI) | B     | 1987  | 1988    | 2019 | NUCL  | ONU                  |
| Accord sur les notifications de lancements de missiles balistiques (entre les États-Unis et l'URSS) | B     | 1988  | 1988    |      | MDCS  | U.S. Dept. of State  |
| Accord sur la destruction et la non-production d'armes chimiques et sur les mesures pour faciliter la convention multilatérale sur l'interdiction des armes chimiques (entre les États-Unis et l'URSS)         | B     | 1990  | 1990    |      | CHIM  | [ 31 ]               |
| Traité sur les forces armées conventionnelles en Europe | R     | 1990  | 1992    |      | CONV  | OSCE                 |
| Traité de réduction et de limitation des armes stratégiques offensives (dit START I) et Protocole de Lisbonne par lequel la Biélorussie, l'Ukraine et le Kazakhstan renoncent aux armes nucléaires             | B     | 1991  | 1994    | 2009 | NUCL  | U.S. Dept. of State, |
| Accord relatif à l'utilisation de l'énergie nucléaire à des fins exclusivement pacifiques entre l'Argentine et le Brésil                                                                                       | B     | 1991  | 1991    |      | NUCL  | ONU                  |
| Traité Ciel ouvert | R     | 1992  | 2002    |      | MDCS  | OSCE                 |
| Traité de réduction et de limitation des armes stratégiques offensives (dit START II) | B     | 1993  | ❌      |      | NUCL  | U.S. Dept. of State  |
| Convention sur l'interdiction de la mise au point, de la fabrication, du stockage et de l'emploi des armes chimiques et sur leur destruction                                                                   | M     | 1992  | 1997    |      | CHIM  | ONU                  |
| Traité de Bangkok pour la création d'une zone exempte d'armes nucléaires en Asie du Sud-Est | R     | 1995  | 1997    |      | NUCL  | ONU                  |
| Traité de Pelindaba pour la création d'une zone exempte d'armes nucléaires en Afrique | R     | 1996  | 2009    |      | NUCL  | ONU                  |
| Traité d'interdiction complète des essais nucléaires | M     | 1996  | EC      | TICE | NUCL  | ONU                  |
| Convention sur l'interdiction de l'emploi, du stockage, de la production et du transfert des mines antipersonnel et sur leur destruction (dite Convention d'Ottawa)                                            | M     | 1997  | 1999    |      | CONV  | ONU                  |
| Traité de réduction des armes stratégiques offensives entre les États-Unis et la Russie (dit SORT) | B     | 2002  | 2003    | 2011 | NUCL  | U.S. Dept. of State  |
| Traité de Semipalatinsk pour la création d'une zone exempte d'armes nucléaires en Asie centrale | R     | 2006  | 2009    |      | NUCL  | ONU                  |
| Convention sur les armes à sous-munitions | M     | 2008  | 2010    |      | CONV  | ONU                  |
| Traité de réduction des armes stratégiques (dit New Start) | B     | 2010  | 2011    | 2021 | NUCL  | U.S. Dept. of State, |
| Convention de Kinshasa pour le contrôle des armes légères et de petit calibre en Afrique centrale | R     | 2010  | 2017    |      | CONV  | UNOCA                |
| Document de Vienne sur les mesures de confiance et de sécurité | R     | 2011  | 2011    |      | MDCS  | OSCE,                |
| Traité sur le commerce des armes | M     | 2013  | 2014    |      | TOUT  | ONU                  |
| Accord de Vienne sur le nucléaire iranien dit aussi Plan d’action global commun (PAGC) | R     | 2015  | 2015    |      | NUCL  | UE                   |
| Traité sur l’interdiction des armes nucléaires (TIAN) | M     | 2017  | EC      |      | NUCL  | ONU                  |

## Organismes et processus de coopération en matière de limitation et de contrôle des armements
Pour assurer la mise en œuvre effective des traités de contrôle et de limitation des armements, des organismes et des régimes de vérification sont mis en place, qui sont soit prévus par ces traités, soit instaurés par des initiatives gouvernementales multilatérales en complément. Les premiers sont juridiquement contraignants, tandis que les seconds reposent sur la volonté politique de leurs participants. 
Les plus importantes et anciennes de ces organisations ont été fondées dans l'objectif de promouvoir la paix, la sécurité dans le monde ou dans une région, et le désarmement. Ils ont ensuite été le cadre de la négociation et de la mise en œuvre de traités. Ce sont principalement le Comité international de La Croix-Rouge, l'ONU et la Conférence du désarmement, l'Agence internationale de l'énergie atomique, et l'OSCE.
Un régime de vérification est un moyen structuré et systématique de fournir un niveau d'assurance accru que les États parties respectent les interdictions et obligations prévus et d'enquêter rapidement, efficacement et impartialement sur les cas de non-respect présumé ou apparent des interdictions. Des régimes multilatéraux sont en place pour régir la fourniture d'armes classiques et de biens et technologies à double usage, les matières et technologies nucléaires, les armes chimiques et biologiques et la technologie des missiles.
| Organismes et processus de coopération en matière de limitation et de contrôle des armements                                  | O/T/R | Date création | Sigle français | Sigle anglais |
| --- | ----- | ------------- | -------------- | ------------- |
| Comité international de La Croix-Rouge                                                                                        | ORG   | 1863          | CICR           | ICRC          |
| Agence internationale de l'énergie atomique                                                                                   | ORG   | 1957          | AIEA           | IAEA          |
| Conférence sur la sécurité et la coopération en Europe                                                                        | ORG   | 1973          | CSCE           | CSCE          |
| Groupe des fournisseurs nucléaires                                                                                            | REG   | 1974          | GFN            | NSG           |
| ONU - Conférence du désarmement                                                                                               | ORG   | 1979          |                |               |
| Groupe Australie (contre la prolifération des armes biologiques et chimiques)                                                 | REG   | 1985          |                |               |
| Régime de contrôle de la technologie des missiles                                                                             | REG   | 1987          |                | MTCR          |
| Registre des armes classiques des Nations unies                                                                               | REG   | 1991          |                | UNROCA        |
| Organisation pour la sécurité et la coopération en Europe (succède à la CSCE)                                                 | ORG   | 1995          | OSCE           | OSCE          |
| Arrangement de Wassenaar sur le contrôle des exportations d'armes conventionnelles et de biens et technologies à double usage | REG   | 1995          |                |               |
| ONU - Bureau des affaires du désarmement                                                                                      | ORG   | 1998          |                | UNODA         |
| Landmine and Cluster Munition Monitor (issu de l'International Campaign to Ban Landmines (ICBL)                               | REG   | 1998          |                | LCMM          |
| Organisation du traité d'interdiction complète des essais nucléaires                                                          | TRA   | 1997          | OTICE          | CTBTO         |
| Organisation pour l'interdiction des armes chimiques                                                                          | TRA   | 1997          | OPIAC          | OPCW          |
| Code de conduite de La Haye contre la prolifération des missiles balistiques (HCOC)                                           | REG   | 2002          |                |               |